# Pape Souaré
Pape N’Diaye Souaré (* 6. Juni 1990 in Pikine) ist ein senegalesischer ehemaliger Fußballprofi, der zuletzt als Linksverteidiger für den FC Motherwell spielte.

## Karriere

### Verein
Souaré begann seine Karriere bei Diambars FC im Senegal. 2008 wechselte er nach Frankreich zu OSC Lille, wo er zuerst für die zweite Mannschaft spielte und später ins Profiteam befördert wurde. Für die Saison 2012/13 wurde er an Stade Reims ausgeliehen.
Er wechselte im Januar 2015 zu Crystal Palace und unterschrieb einen dreijährigen Vertrag für eine nicht genannte Ablöse, die auf 3,5 Mio. Pfund geschätzt wurde. Er gab sein Debüt am 14. Februar in der fünften Runde des FA Cups bei einer 1:2-Heimniederlage gegen den FC Liverpool.
Nachdem er durch einen Autounfall für 11 Monate außer Gefecht gesetzt worden war, gab er am 19. September 2017 sein Comeback bei einem 1:0-Heimsieg gegen Huddersfield Town in der dritten Runde des League Cup.
Nach dem Ende seines Vertrags wechselte er im August 2019 zurück nach Frankreich, nunmehr in die zweite Liga zu ES Troyes AC. Gut zwei Jahre später heuerte er in der dritten englischen Liga bei Charlton Athletic an und unterzeichnete dort einen Vertrag für ein Jahr.
Am 17. März 2023 wechselte Souaré mit einem Vertrag bis zum Ende der Saison 2022/23 zum League-One-Klub FC Morecambe. Im Juli 2023 gab der FC Motherwell die Unterzeichnung eines Sechsmonatsvertrags bis zum 1. Januar 2024 mit Souaré bekannt.

### Nationalmannschaft
Souaré feierte am 29. Februar 2012 sein Debüt in der Nationalmannschaft bei einem torlosen Testspiel gegen Südafrika im Moses-Mabhida-Stadion in Durban. Er vertrat sein Heimatland später bei den Olympischen Sommerspielen 2012 und beim Afrika-Cup 2015. Für die WM 2018 wurde er nicht in den Endkader nominiert.

## Erfolge
- Französischer Meister: 2011
- Französischer Pokalsieger: 2011